# Efectes de baixa freqüència
El canal d'efectes de baixa freqüència (LFE) és el nom d'una pista d'àudio destinada específicament a sons profunds i de baixa intensitat que oscil·len entre els 3-120 Hz. Aquesta pista normalment s'envia a un altaveu que està especialment dissenyat per a sons baixos anomenats subwoofer. Mentre que els canals LFE es van originar a les impressions de pel·lícules Dolby Stereo de 70 mm, es van fer habituals als anys 90 i 2000 en sistemes de cinema a casa usats per reproduir bandes sonores de pel·lícules per a DVD i discos Blu-ray.

## Tipus

### Arts musicals de baix nivell
Les LFEs inclouen notes musicals de baix nivell i efectes de so baixos. La banda sonora musical de moltes pel·lícules inclou instruments de baix que produeixen notes molt baixes. Fins a la dècada de 1970, la majoria d'instruments de baix nivell eren instruments acústics naturals, com ara el contrabaix o el teclat de pedal de l'orgue del tub. Després de la dècada de 1980, les partitures de cinema van emprar cada vegada més instruments sintetitzats, incloent teclats de baix sintet, que incloïen notes molt baixes.

### Efectes sonors
Els sons més desafiants per reproduir-se des d'un punt sonor d'enginyeria sonora solen ser els efectes de so extremadament baixos de la gamma de 20 Hz, com els que s'utilitzen per simular el so d'una explosió, un terratrèmol, un llançament de coets o les càrregues de fons submarins. L'oïda humana no és gaire sensible als sons a aquestes freqüències tan baixes, de manera que necessita una enorme amplificació perquè l'oïda humana els senti. A més, els sons a aquestes freqüències se senten més en el cos que no pas els oïts. A més, atès que són efectes de so que poden tenir una durada o més llarga que moltes notes musicals de baix nivell, cosa que els fa més difícils de reproduir amb precisió.
És un repte formidable per a un amplificador, altaveus de subwoofer i gabinet, reproduir aquests efectes sonors a un volum tan elevat sense problemes com ara retalladors d'amplificador de potència (distorsió), sonell o ressonància no desitjats al gabinet de fusta o sonsos de "xafar" excessivament el ventilador de reflex baix. Les revistes d'enregistrament de so de vegades utilitzen efectes sonors forts i rumorosos que simulen el so de les càrregues de profunditat submarines que es van utilitzar a la pel·lícula de la Segona Guerra Mundial U-571 (2000) per provar la precisió dels sistemes de subwoofer.

## Desenvolupament
El canal LFE es va originar en les pel·lícules de Dolby Stereo 70 mm de sis pistes, per tal de proporcionar efectes de baix i sub-baix, sense perjudicar la qualitat dels canals d'àudio estàndard. El canal LFE es reprodueix convencionalment 10 dB més fort que els canals principals, donant un auditori de gravació significativament més. A més, l'enregistrament independent va permetre una instal·lació senzilla de subwoofers addicionals i va eliminar la necessitat d'actualitzar els altaveus principals.
Formats posteriors, com Dolby Digital, van conservar el canal LFE, tot i que això és més gran a causa de la compatibilitat convencional que de la necessitat, ja que els formats digitals tenen un rang dinàmic més gran que els enregistraments analògics magnètics en impressions de 70 mm, i els processadors de so moderns disposen d'un sistema de gestió de baixos per redirigiu el baix de tots els canals a un subwoofer.

## Sistemes de cinema domèstic
A la dècada dels 90, els sistemes de cinema a casa per a entorns de so es van fer disponibles per millorar l'experiència del visionat de pel·lícules en DVD i Blu-ray. Abans de l'arribada de sistemes de cinema a casa, quan s'utilitzaven videoregistradors, l'opció de so millorat era el so estèreo d'alta fidelitat o el Dolby Pro Logic per a cintes codificades de Dolby Surround. Amb els sistemes de cinema a casa, es va utilitzar un sistema d'àudio multicanal per lliurar diferents sons a sis o més altaveus diferents. El sistema d'àudio de canals d'àmpliament 5.1 utilitzat consta de cinc canals principals de gamma completa (Esquerra, Centre, Dret, Esquerre posterior posterior i Darrere posterior) i un canal de LFE (Effects de baixa freqüència). Molts sistemes típics de cinema a casa, especialment el cinema a casa en sistemes de caixa, són incapaços de reproduir amb precisió la LFE de la gamma de 20 Hertz.
El canal LFE proporciona informació de baix només per complementar el contingut general de baix. El contingut del canal LFE no és el mateix que el contingut d'una presa de subwoofer. El canal LFE s'utilitza per transportar informació de baix addicional al programa Dolby Digital, mentre que la sortida del subwoofer és informació de baix fins als sis canals seleccionats per ser reproduïts pel subwoofer mitjançant un sistema de gestió de baixos.
La gestió del baix en els sistemes de reproducció de so envoltant és que el contingut del baix del senyal entrant, independentment del canal, s'hauria de dirigir només a altaveus capaços de manejar-lo. El sistema de gestió de baixos pot dirigir el baix a un o més subwoofer des de qualsevol canal, no simplement al contingut del canal LFE. Com a tal, és incorrecte anomenar al LFE el canal de subwoofer.

## Bass Shakers
El canal LFE es pot emetre a un o més transductors tàctils, també coneguts com a " bass shakers". Quan es connecta a la sortida del subwoofer, el baixador vibrarà a la freqüència del baix, normalment entre 20 i 200 Hz, sense produir gaire so audible. Els transductors tàctils sovint es munten directament al marc d'una cadira o sofà. El cos de l'oient pot sentir les vibracions de la LFE augmentant la sensació general del baix.